# Ludwig Flamm
Ludwig Flamm, né à Vienne le 29 janvier 1885, mort le 4 décembre 1964, est un physicien autrichien, lauréat du Prix Erwin Schrödinger

## Biographie
Ludwig Flamm naît le 29 janvier 1885, à Vienne. Il est le fils aîné d'un horloger viennois. Pendant son enfance, il souffre d'une inflammation de la cornée qui l'empêche de lire trop longtemps. Il obtient sa maturité avec d'excellents résultats. Il étudie la physique et les mathématiques à l'université de Vienne. Avec Erwin Schrödinger (1887-1961) et Hans Thirring (1888-1976), il y suit les cours de Friedrich Hasenöhrl (1874-1915). En 1909, il obtient son doctorat. En 1916, il obtient son habilitation en physiques. La même année, il est affecté à l'Université technique de Vienne.
Pendant la Première Guerre mondiale, Flamm reçoit l'ordre de mesurer le taux de combustion de la poudre noire à basse pression barométrique.
À l'université technique de Vienne, Flamm est promu professeur associé en 1919 puis professeur en 1922. En 1937, il est nommé membre de la commission d'enquête sur un différend entre ses collègues, Paul Fillunger (1883-1937) et Karl von Terzaghi (1883-1963), concernant la mécanique des sols.
En 1956, Flamm prend sa retraite. Il meurt le 4 décembre 1964, à Vienne.

### Vie privée
En 1920, Flamm épouse Elsa (1891-1965), la plus jeune des trois filles de Ludwig Boltzmann (1844-1906).

## Honneurs et distinctions
En 1928, Flamm est élu membre correspondant de l'Académie autrichienne des sciences. En 1940, il en est élu membre à part entière.
En 1960, il devient membre honoraire de la Société autrichienne de physique.
En 1963, il est lauréat du prix Erwin-Schrödinger « en particulier pour ses recherches dans le domaine de la physique théorique ».
Le Flammweg de Simmering est nommé en son honneur.